# Greene County, Ohio
Greene County är ett administrativt område i delstaten Ohio, USA, med 161 573 invånare. Den administrativa huvudorten (county seat) är Xenia.

## Geografi
Enligt United States Census Bureau har countyt en total area på 1 078 km². 1 075 km² av den arean är land och 3 km² är vatten.

### Angränsande countyn
- Clark County - nord
- Madison County - nordost
- Fayette County - sydost
- Clinton County - syd
- Warren County - sydväst
- Montgomery County - väster

### Orter
- Beavercreek
- Bellbrook
- Bowersville
- Cedarville
- Centerville (delvis i Montgomery County)
- Clifton (delvis i Clark County)
- Fairborn
- Jamestown
- Kettering (delvis i Montgomery County)
- Spring Valley
- Xenia (huvudort)